# 吳珉
吳珉（1435年—？），字廷振，山西平陽府霍州靈石縣人，軍籍。明朝政治人物。進士出身。

## 生平
景泰七年（1456年）丙子科山西鄉試第四十一名。成化五年（1469年）己丑科會試第二百十八名，殿試登進士第二甲第七十三名。歷官吏部署员外郎事主事、山東左參政，弘治二年（1489年）五月升山東右布政使，四年三月升本司左布政使，八年九月以修河功升俸一级，九年八月升都察院右副都御史、巡抚甘肃，十年十月命回京别用，十一年五月改南京都察院管事，九月因与左佥都御史侯恂争夺公廨，互相忿詈，被御史何歆弹劾，俱令致仕。

## 家族
曾祖父吳思孝。祖父吳冲。父亲吳海。
吳珉父親早逝，珉事母鄭氏以孝見稱，為人峭直，當時有「清不過韓文，直不過吳珉」之語，屢官南京都察院右副都御史。